# Парламент Уганды
Парламент Уганды (англ. Parliament of Uganda, суахили Bunge la Uganda) — однопалатный законодательный орган Уганды. Парламента Уганды принимает законы, которые обеспечивают надлежащее развитие стране. Министры правительства обязаны отчитываться перед народными представителями в зале заседаний. Через различные парламентские комитеты парламент тщательно изучает правительственные программы, в частности, как указано в послании президента "Состояние нации". Вопросы, касающиеся бюджета Уганды, такие как налогообложение и кредитование, должны быть одобрены парламентом после соответствующих дебатов.

## Состав
В состав парламента Уганды входит 238 депутатов, 112 женщин-представителей районов, 10 представителей армии, по пять представителей молодежи, лиц с инвалидностью и рабочих, а также 13 членов ex officio.

## История
Парламент Уганды был основан вскоре после обретения страной независимости в 1962 году.

### Первый парламент (1962–1963)
Первый парламент назывался Законодательным советом Уганды (LEGCO). В нем заседало 92 члена во главе со спикером сэром Джоном Гриффином, британским юристом.

### Второй парламент (1963–1971)
В период работы второго парламента, премьер-министр Милтон Оботе отменил конституцию и объявил себя президентом Уганды. Традиционные королевства Уганды были упразднены и страна стала республикой. Этот парламент был расформирован в 1971 году после переворота Иди Амина.

### Третий парламент (1979–1980)
После того, как в апреле 1979 Иди Амин был свергнут, был создан новый законодательный орган, получивший название Законодательного совета Уганды. В него входило 30 человек, а позже количество членов было увеличено до 120. Главой правительства был профессор Эдвард Ругумайо. Третий парламент работал до общих выборов в декабре 1980.

### Четвертый парламент (1980–1985)
После выборов 1980 года к власти вернулся Милтон Оботе. Спикер парламента - Фрэнсис Бутагира, юрист с Гарвардским образованием. Работа парламента прекратилась после переворота в 1985 году.

### Пятый парламент (1986–1996)
Пятый парламент был основан по окончании войны 1981-1985 годов, носил название Национального Совета Сопротивления. В начале работы в совет входили 38 членов из национальной армии сопротивления и Национального движения сопротивления. Постепенно парламент расширялся, включив в работу представителей со всех регионов страны. Спикером парламента, а также президентом страны, был Йовери Мусевени.

### Шестой парламент (1996–2001)
Спикером шестого парламента с 1996 по 1998 был Джеймс Вапахабуло, а с 1998 по 2001 обязанности спикера исполнял Фрэнсис Аюме.

### Седьмой парламент (2001–2006)
Спикером седьмого парламента был Эдвард Ссеканди. Во время работы этого парламента было принято противоречивое изменение конституции, которое убрало ограничение на количество президентских сроков.

### Восьмой парламент (2006–2011)
Восьмой парламент продолжил работу предыдущего. Спикер — Эдвард Ссеканди, вице-спикер — Ребекка Кадага.

### Девятый парламент (2011–2016)
Спикером девятого парламента стала Ребекка Кадага, вице-спикер — Джейкоб Оуланья.

### Десятый парламент (2016–настоящее время)
Должности спикера и вице спикера остались за Ребеккой Кадагой и Джейкобом Оуланьей соответственно.
|                                     |                                          |            |            |            |            |         |         |           |            |       |  |  |  |  |
| Партия                              | Партия                                   | По округам | По округам | По округам | Женщины    | Женщины | Женщины | Места     | Места      | Места |  |  |  |  |
| Партия                              | Партия                                   | Голосов    | %          | Мест       | Голосов    | %       | Мест    | Назначены | Всего мест | +/-   |  |  |  |  |
|                                     | Движение национального сопротивления     | 3 945 000  | 48,88      | 199        | 3 566 617  | 48,95   | 84      | 10        | 293        | ▲ 30  |  |  |  |  |
|                                     | Форум за демократические изменения       | 1 027 648  | 12,73      | 29         | 929 860    | 12,76   | 7       | 0         | 36         | ▲ 2   |  |  |  |  |
|                                     | Демократическая партия                   | 349 962    | 4,34       | 13         | 246,э 284  | 3,38    | 2       | 0         | 15         | ▲ 3   |  |  |  |  |
|                                     | Народный конгресс Уганды                 | 172 781    | 2,14       | 4          | 236 164    | 3,24    | 2       | 0         | 6          | ▼ 4   |  |  |  |  |
|                                     | Форум справедливости                     | 20 089     | 0,25       | 0          | 16 741     | 0,23    | 0       | 0         | 0          | ▬     |  |  |  |  |
|                                     | Угандийский федеральный альянс           | 18 146     | 0,22       | 0          | 0          | 0,00    | 0       | 0         | 0          | ▬     |  |  |  |  |
|                                     | Консервативная партия                    | 10 792     | 0,13       | 0          | 2902       | 0,04    | 0       | 0         | 0          | ▬     |  |  |  |  |
|                                     | Социал-демократическая партия            | 5 972      | 0,07       | 0          | 0          | 0,00    | 0       | 0         | 0          | ▬     |  |  |  |  |
|                                     | Республиканская партия женщин и молодёжи | 2311       | 0,03       | 0          | 8502       | 0,12    | 0       | 0         | 0          | ▬     |  |  |  |  |
|                                     | Народная прогресссивная партия           | 2185       | 0,03       | 0          | 16 720     | 0,23    | 0       | 0         | 0          | ▬     |  |  |  |  |
|                                     | Угандийское патриотическое движение      | 470        | 0,01       | 0          | 0          | 0,00    | 0       | 0         | 0          | ▬     |  |  |  |  |
|                                     | Партия активистов                        | 175        | 0,00       | 0          | 0          | 0,00    | 0       | 0         | 0          | ▬     |  |  |  |  |
|                                     | Независимые кандидаты                    | 2 515 163  | 31,16      | 44         | 2 261 897  | 31,05   | 17      | 5         | 66         | ▲ 23  |  |  |  |  |
|                                     | Народные силы обороны Уганды             | —          | —          | —          | —          | —       | —       | 10        | 10         | ▬     |  |  |  |  |
| Всего                               | Всего                                    | 8 070 694  | 100,00     | 289        | 7 285 687  | 100,00  | 112     | 25        | 426        | ▲ 51  |  |  |  |  |
| Зарегистрированных избирателей/явка | Зарегистрированных избирателей/явка      | 15,277,198 | –          |            | 15 277 198 | –       |         |           |            |       |  |  |  |  |
| Источник: EC                        |                                          |            |            |            |            |         |         |           |            |       |  |  |  |  |